# Obyce
Obyce – wieś (obec) na Słowacji, w kraju nitrzańskim, w powiecie Zlaté Moravce. Miejscowość położona jest w dolinie rzeki Žitava u podnóży Gór Szczawnickich.